# Kofl
Kofl je naselje v Občini Trg v Okraju Trg na Koroškem v Avstriji.